# William Perry (politico)
William James Perry (Vandergrift, 11 ottobre 1927) è un politico, ex militare, ingegnere, matematico e imprenditore statunitense, dal 1994 al 1997 segretario della Difesa durante la presidenza Clinton.